# Canal Beagle parte central
Canal Beagle parte central se llama el sector del canal Beagle comprendido entre la punta Divide de la isla Gordon y la entrada norte del canal Murray.
Entre los meridianos 68°36′38,5″ O y 66°25'00'" O  el canal constituye la frontera internacional entre  Argentina y Chile. El límite corre casi por el centro del canal, haciendo las inflexiones necesarias para asegurar a cada parte la navegación por aguas propias.
Administrativamente, el sector argentino pertenece al departamento Ushuaia de la provincia de Tierra del Fuego, Antártida e Islas del Atlántico Sur, mientras que el sector chileno pertenece a la Región de Magallanes y de la Antártica Chilena.

## Recorrido

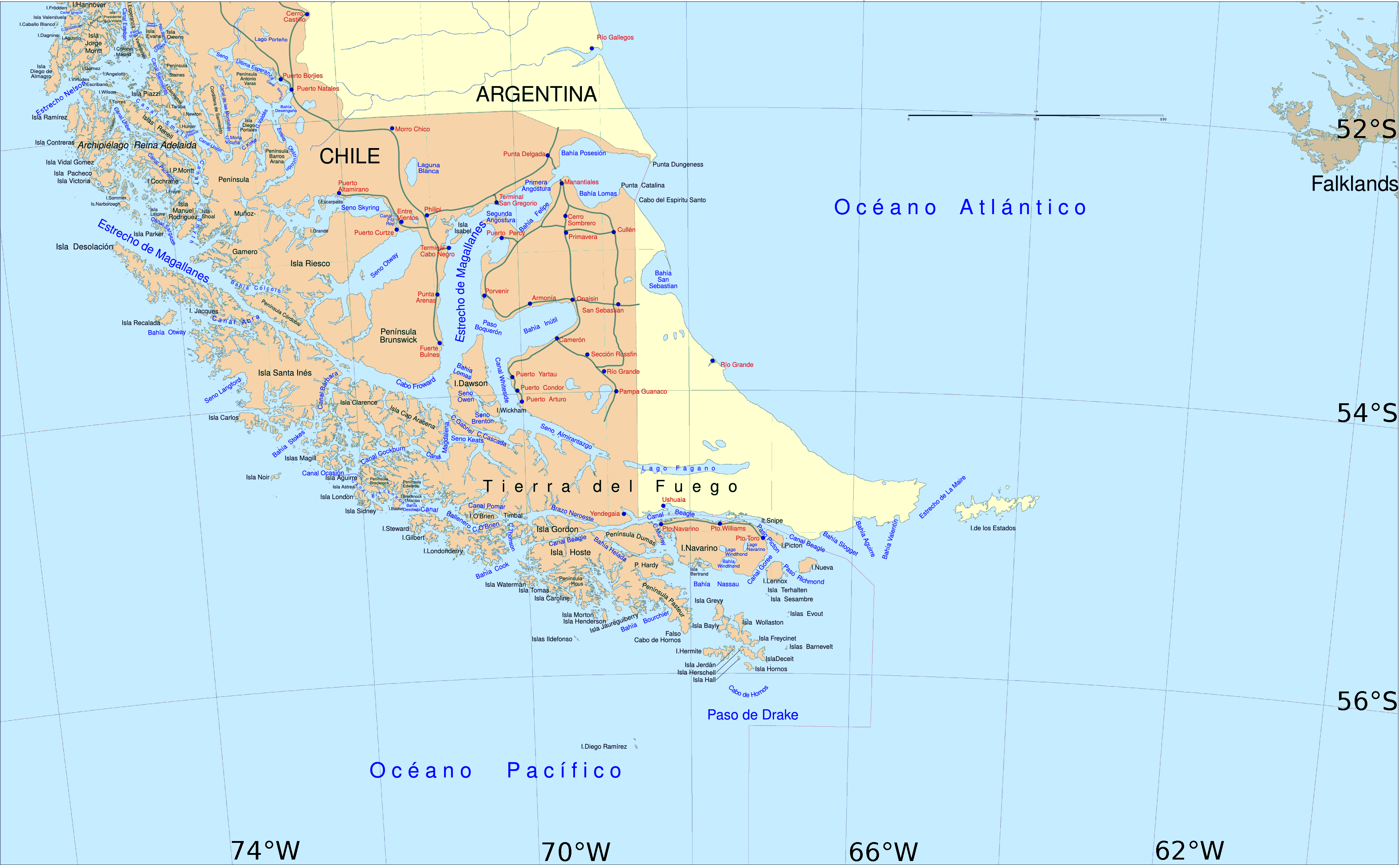
Mapa del archipiélago de Tierra del Fuego

El canal corre en dirección general 255° - 075° por unas 30 nmi desde la isla Gordon hacia el oriente hasta la península de Ushuaia. Su ancho es de 1½ nmi y sus aguas son limpias y profundas.
La costa norte está conformada por la parte sur de la isla Grande de Tierra del Fuego es alta, destacándose el pico Francés y los montes Las Pirámides y Martial. En esta costa se forman dos grandes bahías: Yendegaia y Lapataia.
La costa sur conformada por la costa norte de la isla Hoste es mucho más baja, son colinas que se desprenden de los montes Sampaio. La costa es bastante recortada y sinuosa pero sin bahías de importancia. Sus aguas son sucias.
Esta sección del canal Beagle fue descubierta en abril de 1830 por el teniente Murray, oficial de navegación del HMS Beagle, nave que bajo el mando del comandante Robert Fitz Roy se encontraba fondeada en bahía Orange efectuando los trabajos de levantamiento encomendados a la expedición inglesa enviada bajo el mando del comandante Parker King a la región austral de América por el almirantazgo británico.

## Historia
Desde hace unos 6000 años sus aguas eran recorridas por el pueblo yagán, nómades canoeros, recolectores marinos. Esto duró hasta mediados del siglo XX en que prácticamente ya habían sido extinguidos por la acción del hombre blanco que pretendió civilizarlos.
A fines del siglo XVIII, a partir del año 1788 comenzaron a llegar a la zona los balleneros, los loberos y cazadores de focas ingleses y estadounidenses y finalmente los chilotes.
A comienzos del mes de abril de 1830 el HMS Beagle al mando del comandante Robert Fitz Roy fondeó en bahía Orange y envió al oficial de navegación teniente Matthew Murray en una embarcación con instrucciones de explorar la parte norte y hacia este de bahía Nasáu.  El 14 de abril Murray regresó con la información de que tras haber navegado una corta distancia hacia el norte, había navegado un estrecho canalizo que lo había llevado a un canal recto, de aproximadamente dos millas de ancho que se extendía de este a oeste hasta donde alcanzaba la vista, que lo había recorrido una larga distancia hacia el este. El teniente Murray había descubierto los canales Murray y Beagle.

## Geología y orografía
Las islas del archipiélago de Tierra del Fuego, desde el punto de vista geológico, son la continuación del extremo sur de América. Sus montañas pertenecen al sistema andino y sus llanuras son muy semejantes con las estepas de la Patagonia. Por la constitución del suelo pertenecen a la era cenozoica. Existen grandes masas de rocas estratificadas con, a veces, areniscas laminadas, todas cubiertas con una capa de dos a seis metros de cascajos. También hay extensos mantos de magnetita y algunos de rubíes. Los bloques erráticos transportados por los glaciares son muy abundantes y están compuestos de granito, sienita y gneis con venas de cuarzo, generalmente localizados en las llanuras, pero también se les encuentra a 100 o más metros sobre el nivel del mar. 
La formación volcánica predomina, sobre todo en las islas Clarence y Londondery. En la isla Grande y en Picton abunda la piedra pómez. En varias localidades se ven colinas de basalto y en todas partes hay rocas ígneas y algo de granito y cuarzo. En la zona SE se han encontrado indicios de plomo y también la existencia de hulla.
Bajo el punto de vista de su orografía y relieve las islas están en la zona cordillerana o insular. El archipiélago de Tierra del Fuego se considera dividido en dos secciones: La zona cordillerana o insular que comprende todas las islas situadas al sur del estrecho de Magallanes hasta el cabo de Hornos y la zona pampeana que comprende la parte de la isla Grande de Tierra del Fuego que queda al norte del seno Almirantazgo y la cuenca hidrográfica del lago Fagnano.
Las montañas de gran altura y cubiertas de nieves perpetuas se extienden por toda la zona cordillerana o insular. Son la continuación más allá del estrecho de Magallanes de la cordillera de los Andes. No existen llanuras pero si numerosos valles estrechos cuyas pendientes más abrigadas del viento están cubiertas de bosques y cuyo fondo están generalmente ocupados por arroyos, lagunas o pantanos. Sus costas son rocas y escarpadas, a menudo cubiertas de una vegetación enmarañada, no hay playas sino que lajas o rocas desmenuzadas y las aguas son profundas aun a corta distancia de la costa.

## Clima y vientos

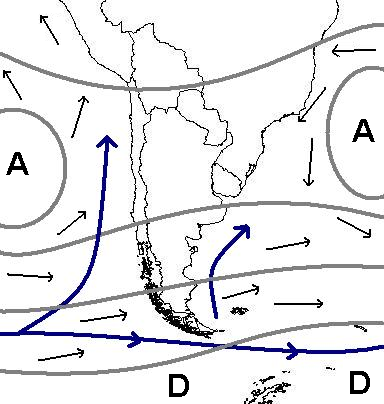
Clima de Chile

El clima de la región de Magallanes está influenciada por tres factores: 1.- La circulación atmosférica, 2.- La influencia oceánica y 3.- El relieve. Estos tres factores originan tres tipos de clima: a) Templado frío lluvioso, b) Estepa fría y c) Hielo de altura. La circulación atmosférica se caracteriza por la persistencia de los vientos del oeste. La influencia del océano Pacífico es responsable que estos vientos sean muy húmedos y originen copiosas precipitaciones sobre el litoral pacífico. El relieve destaca el papel de la barrera orográfica ejercida por la cordillera Patagónica-Fueguuina, en su flanco occidental producen precipitaciones de hasta 4.000 mm. anuales y en su flanco oriental las precipitaciones son escasas, menos de 500 mm anuales. La coincidencia de tierras altas y temperaturas relativamente bajas permite la existencia del clima glaciar de montaña. 
Estos tres climas son los que se manifiestan la región del archipíélago Tierra del Fuego. En las islas del NO tenemos el clima templado frío lluvioso; en la isla Grande el clima de estepa fría y en las islas del Sur y Sureste el clima templado frío lluvioso y en la parte cordillerana de los ventisqueros el clima de hielo de altura. 
El clima templado frío lluvioso característico de la región insular o cordillerana es un clima marítimo subantártico con muy débil amplitud térmica anual (4 °C) y copiosísimas precipitaciones (más de 3.000 mm), repartidas regularmente con un predominio otoñal y mínimo en invierno.
El clima de hielo de altura que domina en el sector de los ventisqueros, es un clima glaciar de montaña con temperaturas inferiores a 0 °C todo el año. Temperaturas de verano relativamente bajas y nubosidad persistente.
El clima de estepa fría característico de la región pampeana, presenta una amplitud térmica moderada (unos 9 °C), veranos cortos y frescos (menos de 4 meses con más de 10 °C). Escasas precipitaciones (casi 500 a menos de 300 mm anuales).

## Flora y fauna
El sector tiene principalmente un clima templado frío lluvioso por lo que cuenta con una tupida vegetación formada principalmente por coigüe de Magallanes, canelos, lengas, ñire y algunas especies comestibles como la frutilla magallánica; en algunos suelos se encuentran musgos, líquenes, coirón y hongos.
La avifauna está formada por albatros, cormoranes, petreles y cóndores. En las zonas boscosas se encuentran canquenes y el Martín pescador. Entre los mamíferos se encuentran, en las playas elefantes marinos, lobo común y el lobo fino austral y hacia los bosques, nutrias y coipos.

## Islas

### Isla del Diablo
Ubicada frente a la punta Divide de la isla Gordon en la entrada oriental del brazo del Noroeste del canal Beagle. El curso de navegación recomendado queda entre la isla y la punta Divide.
Su navegación presenta cierta dificultad por las revesas que se producen por el choque de las corrientes de ambos brazos del canal Beagle y por las fuertes rachas de viento que se sienten al enfrentar el brazo del Noroeste.
El comandante Fitz Roy del HMS Beagle, en su primer viaje, encontrándose trabajando con una embarcación menor en la inspección y levantamiento de ese sector, el 8 de mayo de 1830 se detuvo en la isla para pasar la noche. Poco después del anochecer uno de los marineros se asustó al ver que dos grandes ojos lo miraban fijamente desde la espesa maleza y corrió hacia sus compañeros diciendo que había visto al ¡diablo!. Una gran carcajada le contestó, seguida de un disparo hacia los arbustos que derribó un gran búho de orejas como cuernos.

## Bahías

### Bahía Yendegaia
Situada sobre la costa sur de la isla Grande de Tierra del Fuego, lado norte del canal Beagle. Es una excelente bahía que se interna en dirección NW. Tiene 7 nmi de largo por 1¾ de ancho, rodeada de cerros altos, destacándose el cerro Las Pirámides de cerca de 1.300 metros de alto. 
Defendida de los vientos predominantes del tercer y cuarto cuadrante. Es profunda y limpia, su fondo es de fango por lo que es un muy buen fondeadero para todo tipo de naves. Tiene varios caletas: al fondo de la bahía, caleta Ferrari, para naves de menos de 100 mteros de eslora y las caleta Contreras y Dos de Mayo solo para buques pequeños. Existe una estancia que explota el ganado lanar, hay un aserradero. Se puede obtener carne, leña y agua en abundancia.

### Bahía Chica
Mapa de la bahía
Ubicada 1 nmi al NE del puerto Almirante Sáenz Valiente en la costa sur de la isla Grande de Tierra del Fuego. Está orientada de E-W con un saco de 350 metros y una boca de 550 metros. Es protegida de los vientos reinantes del 3° y 4° cuadrante.

### Bahía Lapataia
Localizada en la costa sur de la isla Grande de Tierra del Fuego y 7 nmi al este de la bahía Yendegaia. Es un estero orientado hacia el oeste con un ancho de 4 cables en la entrada y de 7½ cables al interior. Se reconoce porque tiene dos islas en su entrada, una de ellas es un promontorio de 105 metros de alto con una pirámide de piedra en su cima y la otra es una islita sin vegetación. En la bahía hay varias balizas.
Hay dos buenos fondeaderos en la bahía. Sus profundidades varían entre los 25 y 31 metros de agua con fondo de fango, arena y conchilla. Para tomar la bahía existen tres pasos que corren entre las dos islas de la entrada. Está protegida de los vientos del 2° y 3° cuadrante, pero los vientos del 1° y 4° entran con fuerza. Hay un destacamento de la prefectura Argentina.

## Canales

### Canal Murray
Separa las islas Navarino y Hoste. Permite el acceso a la bahía Nasáu desde el canal Beagle.

## Puertos y caletas

### Caleta Sonia
Mapa de la caleta
Situada al oriente de la punta Yámana en la costa sur de la isla Grande de Tierra del Fuego. Su meridiano coincide con el de la caleta Awaiakirrh de la costa norte de la isla Hoste. Es fácil de reconocer tanto por el faro de la punta Yámana como por un islote notable.
Su fondeadero tiene 16 metros de agua con fondo de arena y fango; el tenedero es exclente.

### Caleta Ferrari
Mapa de la caleta
Ubicada al fondo de la bahía Yendegaia, en ella se concentran todas las instalaciones de la estancia Yendegaia. El fondeadero esta en el centro de la caleta en 12 metros de agua, fondo de fango. Es apropiado solo para naves de menos de 100 metros de eslora.

### Caleta Contreras
Mapa de la caleta
Localizada en el lado oeste de la bahía Yendegaia, al sur de caleta Ferrari. Es apropiado solo para buques pequeños. Es abrigado y limpio. En su acceso está el islote González.

### Caleta Dos de Mayo
Mapa de la caleta
Emplazada en el costado este de la bahía Yendegahía, a 2 nmi de su boca. Es un mal fondeadero por estar completamente abierto a los vientos reinantes. Apto solo para naves pequeñas que abastecen el destacamento de Carabineros de Chile. El límite con la República Argentina está a solo 3½ nmi más al este, hay cuatro hitos de fierro que lo señalan.

### Puerto Almirante Sáenz Valiente
Situado 1¾ nmi al este del hito de límites, en territorio argentino, su saco está orientado de E-W. y mide 1.000 metros por otros tantos 1.000 metros de boca. Es limpio y profundo hasta muy cerca de la costa. El fondeadero para naves chicas queda al centro del puerto en 18 a 25 metros de agua y fondo de arena y fango.

### Caleta Awaiakirrh
Mapa de la caleta
Ubicada en la costa norte de la península Dumas de la isla Hoste a 4 nmi al ESE de la punta Divide de la isla Gordon. Se reconoce por una gran mancha blanca que existe en un barranco del lado occidental de su entrada. Rodeada por altas montañas que dejan un istmo de solo 1.500 metros de ancho que separa las aguas del canal Beagle de las seno Ponsonby, seno que es visible desde un punto alto de la caleta. 
La caleta es bastante estrecha por un islote y un bajo que hay en su entrada. Es apropiada como fondeadero de emergencia solo para buques pequeños.

### Caleta Perón
Mapa de la caleta
Situada sobre la costa norte de la península Dumas de la isla Hoste sus coordenadas son: L:54°55′0″ S. G:68°33′0″ O. Es apropiada solo para naves pequeñas. El fondeadero recomendado está completamente abierto a los vientos del 4° cuadrante por lo que debe considerarse como un fondeadero ocasional.

### Caleta Letier
Mapa de la caleta
Localizada en L:54°56′18″ S. G:68°26′30″ O. en la costa NE de la península Dumas de la isla Hoste. Se abre en dirección E-W con un saco de 800 metros y una boca de 350 metros. Es apropiada para naves pequeñas que pueden acoderarse a tierra para evitar el borneo. Tiene dos fondeaderos.

### Caleta Ahuaia
Mapa de la caleta
Emplazada sobre la costa NE de la península Dumas de la isla Hoste, sus coordenadas son: L:54°56′42″ S. G:68°25′48″ O. Es limpia y profunda. Ofrece un buen fondeadero para buques pequeños. Está protegida de los vientos reinantes del 3° y 4° cuadrantes.

## Puntas

### Punta Divide
Es el extremo oriental de la isla Gordon. Muy baja y boscosa, angosta, es como una cuña que da origen a los brazos del Noroeste y del Sudoeste del canal Beagle.

### Punta Yámana
Situada en la costa sur de la isla Grande de Tierra del Fuego y a 3 nmi al este de la isla del Diablo. Tiene un faro automático con personal de la Armada de Chile.